# Parafia św. Mikołaja w Braz
Parafia św. Mikołaja w Braz – parafia rzymskokatolicka, administracyjnie należąca do austriackiej diecezji Feldkirch. 